# Golfe du Maine
Le golfe du Maine est un grand golfe de l'océan Atlantique sur la côte nord-est de l'Amérique du Nord, entre le Cap Cod dans le Massachusetts au sud et l'île du Cap de Sable à la pointe sud de la Nouvelle-Écosse au nord. Il inclut l'intégralité des côtes du New Hampshire et du Maine, comme la côte nord de Cap Cod, et respectivement le sud et l'ouest des côtes des provinces canadiennes du Nouveau-Brunswick et de la Nouvelle-Écosse. La baie du Massachusetts et la baie de Fundy font partie du golfe du Maine.

## Histoire et signification politique
Les peuples autochtones Mi'kmaq, Wolastoqiyik, Passamaquoddys, Penobscot et Abénaquis occupent continuellement les côtes du Golfe du Maine et de la baie de Fundy pendant des millénaires, y pratiquant notamment la pêche, la cueillette et la chasse. 
Étant l'un des points les plus proches de l'Europe et des plus accueillants, le golfe du Maine fut un des premiers lieux de la colonisation européenne. Des Français fondèrent une colonie à l'île Sainte-Croix (St. Croix Island) en 1604. Les Anglais fondèrent la colonie de Popham sur une île de la rivière Kennebec en 1607, la même année que l'établissement de Jamestown en Virginie, suivi par la colonie de Plymouth sur les côtes de la baie du Massachusetts en 1620. 
Dans les années 1960 et 1970, il y a un eu un désaccord entre le Canada et les États-Unis sur la pêche et sur d'autres droits sur les ressources du golfe du Maine, plus spécialement sur la zone du Banc Georges (George Bank). Cette querelle fut portée devant la Cour internationale de justice, qui délimita une frontière à travers le golfe en 1984.  Le Canada et les États-Unis continuèrent à ne pas être d'accord sur la souveraineté sur l'île Machias Seal (Machias Seal Island) et les eaux environnantes dans le nord-est du golfe. Reconnaissant l'importance du golfe dans l'habitat d'espèces marines, les deux pays maintiennent actuellement un embargo sur toute exploitation offshore pétrolière ou gazière du Georges Bank dans le sud du golfe.